# نيكولاى كوستوف
نيكولاى كوستوف (9 سبتمبر 1986 ببلغاريا - ) هو لاعب كرة قدم بلغاري في مركز الدفاع. لعب مع نادي فيريا وOFC Nesebar ‏ وPFC Neftochimic Burgas (2009–2014) ‏ وPSFC Chernomorets Burgas ‏ ونفتكس بورغاس ‏ وFC Chernomorets Balchik ‏.

## روابط خارجية
- نيكولاى كوستوف على موقع قاعدة بيانات كرة القدم.إي يو (الإنجليزية)
- نيكولاى كوستوف على موقع Soccerway.com (الإنجليزية)